# Vexillum potieri
Vexillum potieri is een slakkensoort uit de familie van de Costellariidae. De wetenschappelijke naam van de soort is voor het eerst geldig gepubliceerd in 1989 door Drivas & Jay.